# Собеслав I (Бохемия)
Собеслав I (на чешки: Soběslav I.) (965 – 1037) е херцог на Бохемия от 1125 до 1140 г. От 1138 Собеслав е курфюрст на Свещената Римска империя, след като антикрал Конрад III, търсеки подкрепа, го провъзгласява за Първи виночерпец на империята.